# 雨水撲滿

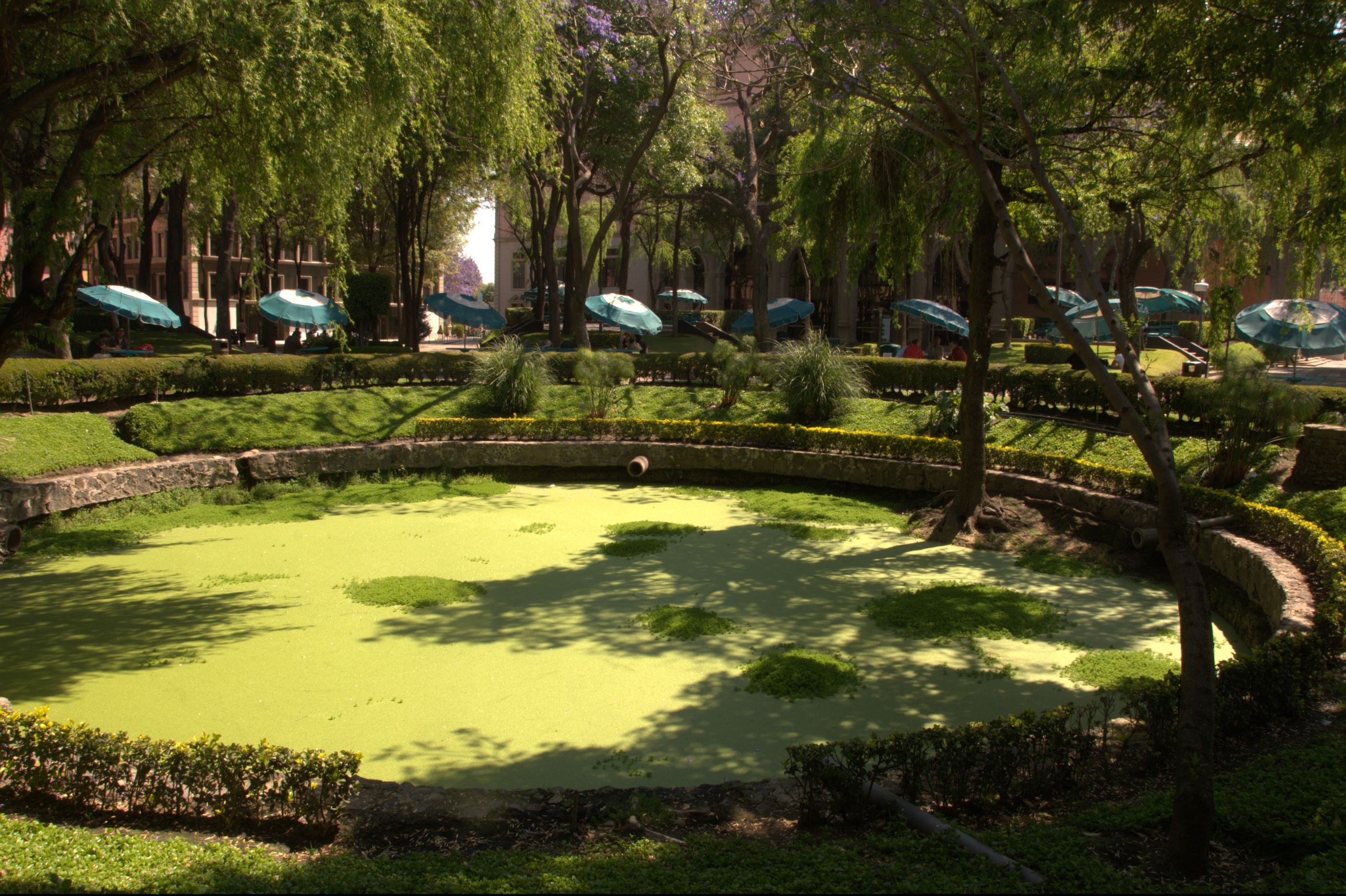
墨西哥城蒙特雷技術和高等教育學院雨水捕集和儲存系統

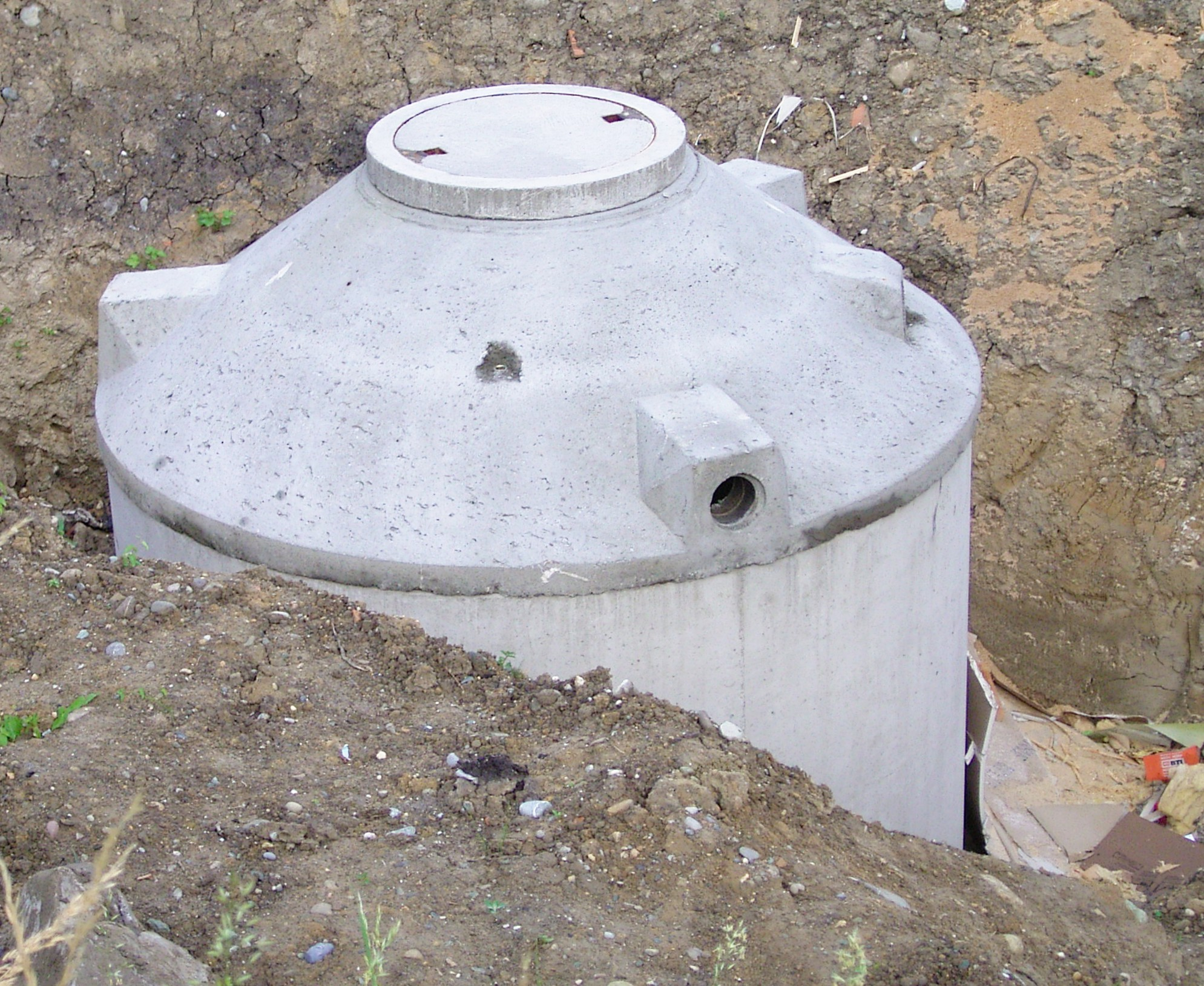
用於雨水儲存的水箱

雨水撲滿（英語：Rainwater harvesting）又稱雨撲滿、雨水集蓄，是雨水的累積用於現場再利用而不是允許其流失。雨水可以從雨水撲滿或屋頂雨水收集器收集，或用網或其他工具從霧和露水收集新鮮的水，收集的水被重定向到深坑、井、或具有滲透的水庫。其用途包括用於花園、牲畜、灌溉的水，適當處理的家庭用途和室內供暖等。收穫的水也可用作飲用水，長期儲存和其他目的，例如地下水補給。

## 歷史
在公元前三世紀，俾路支斯坦（現在位於巴基斯坦、阿富汗和伊朗）和喀奇县印度的農業社區也將雨水收集用於農業和許多用途。
這是一個鮮為人知的事實，幾個世紀以來，威尼斯的城市取決於雨水收集。圍繞威尼斯的潟湖是由不適合人類飲用的水製成。威尼斯的古老居民建立了一個基於人造絕緣收集井的雨水收集系統。水會從專門設計的石地板上滲出，並被一層沙子過濾，然後在井底收集。後來，隨著威尼斯變成拉丁帝國的一部分時，它開始從當地河流進口水，但井仍在使用，並且在戰爭時期特別重要，尤其是在河口可能被攻擊者阻止時能夠及時化解危機。

## 優點
雨水收集在區域水限制期間提供獨立的供水，在發達國家通常用於補充主要供應。當有乾旱時，它提供水，可以幫助減輕低窪地區的洪水或內澇，並減少對井的需求，這可能使地下水位得以維持。它還有助於飲用水的供應，因為雨水基本上不含鹽分和其他鹽。在城市供水系統中應用雨水收集通過減少水分配的需要，可以減少暴雨引發的危險，以及減少雨水徑流通過下水道系統導致污水處理廠無法負荷污染淡水水體。
已經有大量工作專注於開發生命週期評估和生命週期成本計算方法，以評估通過實施雨水收集系統可以節省的環境影響和黃金的水平。
需要更多的發展和知識來了解雨水收集對農業可能提供的好處。許多國家，特別是那些處於乾旱環境的國家，使用雨水收集作為廉價和可靠的清潔水源。為了在乾旱的環境中增強灌溉，建造壟溝，以便阻止和防止雨水流入山坡和斜坡。即使在低降雨量的時期，有可以收集足夠的水以便作物生長。可以從屋頂、水壩和池塘收集水，以便容納大量雨水，使得即使在幾乎沒有降雨的日子，也有足夠的灌溉作物。

## 限制
在具有乾旱特徵的國家，雨水收集是一種廣泛使用的儲存雨水的方法。幾項研究已經得出並開發了不同的標準和技術來選擇合適的雨水收集地點。一些研究確定並選擇了可能建造大壩的合適地點，並在ArcMap 10.4.1中導出了模型構建器。該模型結合了幾個參數，例如坡度、徑流潛力、土地覆蓋/利用、河流順序、土壤質量和水文，以確定該地點是否適合收集雨水。
在中東等乾旱城市地區，降水量低於平均水平時，從RWH系統收集的水量可能很少。RWH對發展中地區很有用，因為它收集水用於灌溉和家庭用途。但是，收集的水應經過充分過濾以確保安全飲用。

### 集水品質
雨水可能需要進行適當的分析，並以適合其安全的方式使用。例如，在甘肅省，太陽能水消毒是通過在拋物面太陽能炊具中煮沸收集的雨水，然後再用於飲用。這些所謂的“適當技術”方法為處理儲存的雨水以供飲用提供了低成本的消毒選擇。
雖然雨水本身是一種清潔的水源，通常比地下水或河流或湖泊中的水更好，收集和儲存的過程經常使水受到污染且不能飲用。從屋頂收集的雨水可能含有人類、動物和鳥類的糞便、苔蘚和地衣、風塵、城市污染中的顆粒物、殺蟲劑和海洋中的無機離子（Ca, Mg, Na, K, Cl, SO4）和溶解氣體（CO2, NOx, SOx）。在歐洲的雨水中發現了高濃度的農藥，最高濃度出現在旱季後的第一場雨中；[37]通過將徑流水的初始流量轉移到廢物中，這些和其他污染物的濃度顯著降低。通過使用浮動抽水機構（而不是從水箱底部）和使用一系列水箱，從最後一個串聯的水箱中抽水，也可以獲得改善的水質。預過濾是業內常用的做法，用於保持系統健康並確保進入水箱的水不含大量沉澱物。
Nimbkar農業研究所開發了一個非常有趣的雨水收集和太陽能清潔概念，用於農村家庭飲用。
從概念上講，供水系統應與最終用戶的水質相匹配。然而，在大多數先進國家，高品質的飲用水被用於所有最終用途。這種方法浪費金錢和能源，並對環境造成不必要的影響。供應經過初步過濾措施的雨水用於非飲用水用途，例如沖馬桶、灌溉和洗衣，可能是可持續水資源管理的重要部分。

### 品質
在概念上，供水系統應該使水的品質與最終用途相匹配。然而，在大多數發達國家高品質的飲用水用於所有最終用途。這種方法浪費金錢和能源，並對環境造成不必要的影響。但提供對非飲用水用途（如廁所沖洗，灌溉和洗衣）進行初步過濾措施的雨水是可持續水管理戰略的重要組成部分。

## 系統設置

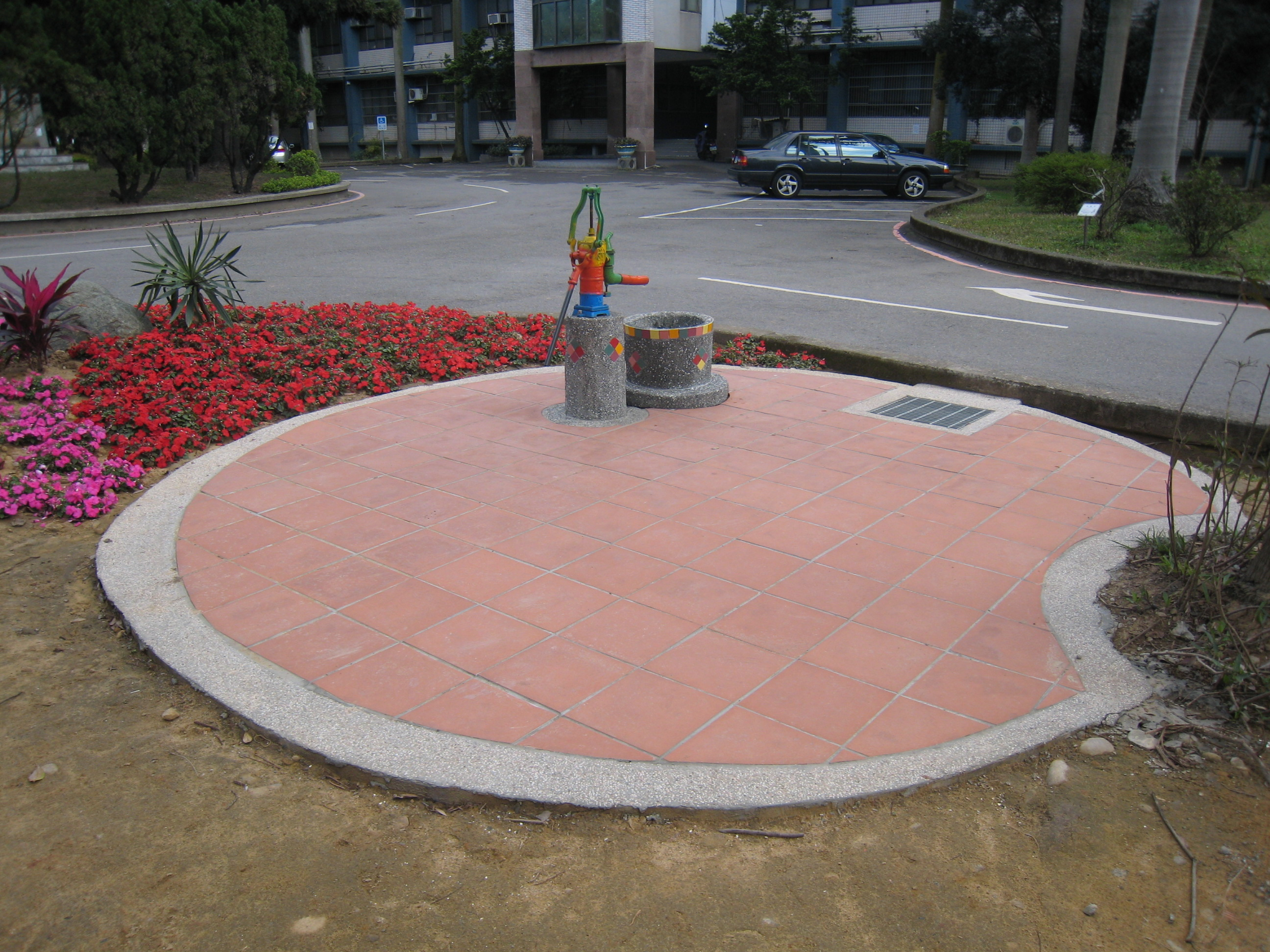
國立臺北科技大學附屬桃園農工高級中等學校的一个雨水收集装置

雨水收集系統的複雜性可大可小，從可以用最少簡單安裝的系統到需要高級安裝和安裝自動化系統。可以利用建築物露台的出口通過管道連接到儲存水的儲水槽。
最理想，系統的大小能夠滿足整個旱季的水需求，因為它必須足夠大以支持每日的水消耗。相對，諸如建築物屋頂的降雨捕獲區域必須足夠大以保持足夠的流動。儲水罐的尺寸應足夠大，以容納捕獲的水。
對於低技術系統，有許多低技術方法用於捕獲雨水：屋頂系統、地表水捕獲、以及泵吸已經浸入地下或收集在水庫中並儲存在水箱中的雨水。

## 由沼澤收集雨水
雨水收集是可能的，通過沼澤，而不會淹沒使用的土地增加損失收入。其主要目的是利用沼澤收集的雨水滿足全年的水需求，而不需要巨大的資本支出 這將有助於為家庭，工業和灌溉需求提供未受污染的水。

## 新方法

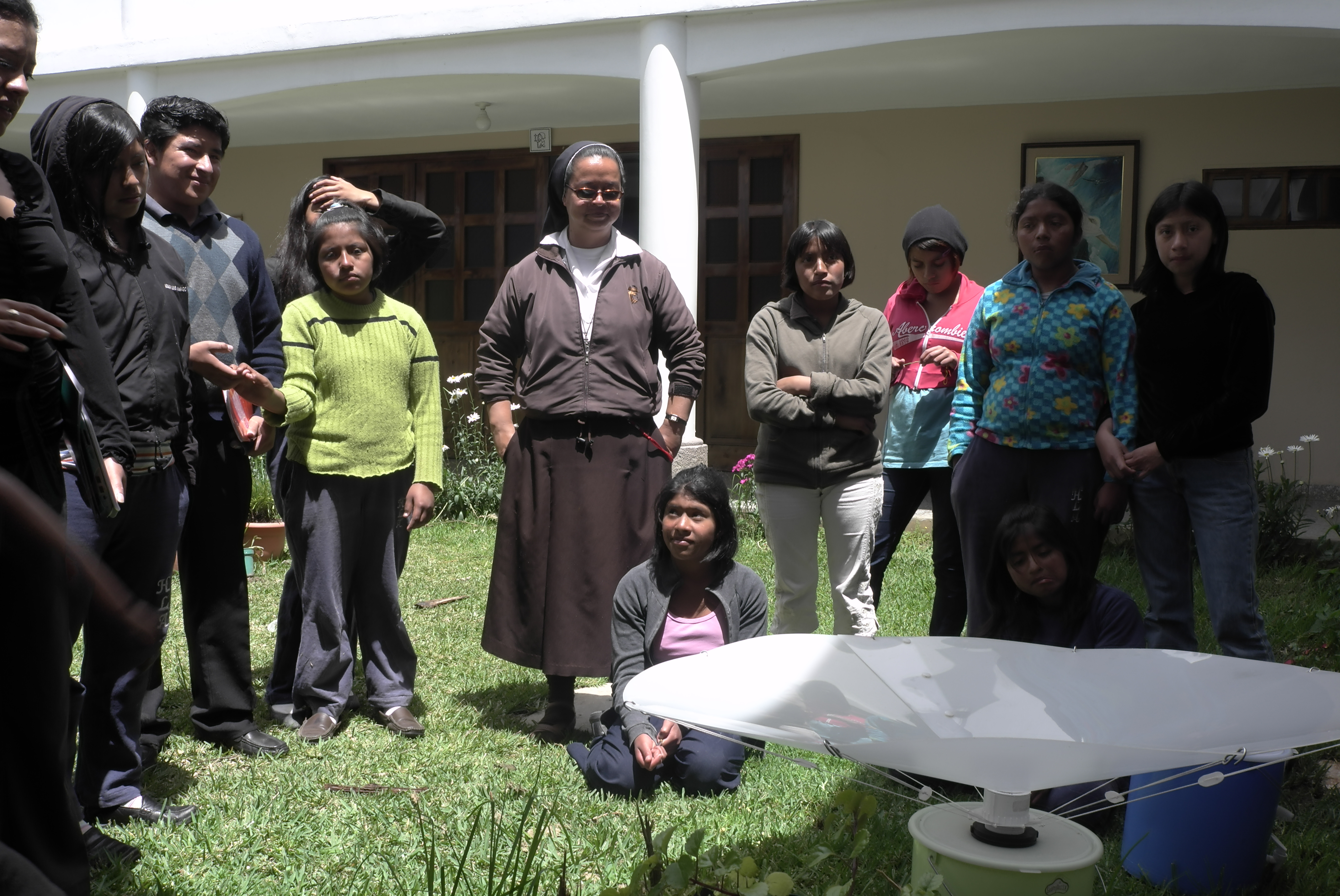
向瓜地馬拉孤兒院的學生介紹RainSaucer系統。

RainSaucer系統，看起來像一個倒置的傘，從天空直接收集雨水，而不是使用屋頂的集水。這降低了污染的可能性，使發展中國家的飲用水成為潛在的應用。這種雨水收集方法的其他應用是可持續園藝和小型耕作。
一個荷蘭發明稱為Groasis Waterboxx也有用於種植樹木、收穫和存儲的露水和雨水。
傳統上，使用滯洪池的雨水管理具有單一目的。 然而，優化的實時控制（OptiRTC）使該基礎設施成為雨水收集的來源，而不會影響現有滯洪池的能力。

## 目前使用
- 在中國和巴西屋頂雨水收集正在實行提供飲用水、家庭用水、家畜用水、小灌溉用水和補充地下水位的方法。甘肅在中國和半乾旱地區有最大的屋頂雨水收集項目正在進行。

- 在百慕達群島，法律要求所有新建築包括適合居民的雨水收集。[15]
- 在美屬維京群島有類似的法律。
- 在塞內加爾和幾內亞比紹的人們配備由當地有機材料製成的自製雨水收集器。
- 在緬甸的伊洛瓦底三角洲，地下水是鹽水，社區依賴泥濘的雨水池滿足整個旱季的飲用水需求。 這些池塘中有些是幾個世紀的古蹟，並受到極大的尊重和保護。

### 加拿大
一些加拿大人已經開始實施雨水收集系統，雨水用於灌溉、洗衣和廁所管道。 自2000年代中期以來，加拿大法律的重大改革增加了該技術在農業，工業和住宅用途中的使用；但在許多省份的立法中仍然存在歧義。

### 以色列
西南醫院和醫療保健系統研究中心與Rotary國際合作，正在全國範圍內贊助一個雨水收集模型計劃。 第一個雨水集水系統安裝在以色列Lod的一所小學。 該項目正在尋求在第三階段擴展到海法。西南中心還與美國華盛頓的水資源行動項目（WRAP）合作。WRAP目前在西岸有雨水收集項目。當地學校正在安裝雨水收集系統，目的是教育學童關於節水原則，彌合不同宗教和種族背景之間的鴻溝，同時解決中東所面臨的水資源短缺問題。

### 紐西蘭
雖然紐西蘭在西部和南部的降雨量充足，但在該國的大部分地區，雨水收集是大多數農村住房的通常做法，大多數議會都鼓勵這種做法。

### 斯里蘭卡
雨水收集是在農村家庭中獲得農業用水和飲用水的普遍方法。通過2007年第36號“城市發展局（修正）法”頒布了促進雨水收集的立法。

### 南非
南非水研究委員會支持對雨水收集的研究。在乾旱、半乾旱和潮濕地區的研究已經證實、諸如覆蓋、點蝕、壟溝和改良的連續地塊等技術對於小規模作物生產是有效的。

## 外部連結
- American Rainwater Association （页面存档备份，存于）
- Canadian Rainwater Association